# Railway Empire
Railway Empire est un jeu vidéo de gestion d'entreprise ferroviaire sorti le 26 janvier 2018 sur Playstation 4, Xbox One, PC, Linux et Switch. Le jeu a été développé par Gaming Minds Studios et produit par Kalypso Media,. Au Japon, la copie physique du jeu a été distribuée par Ubisoft et seulement quatre mois après son lancement initial en Europe.

## Système de jeu
Le jeu se passe aux États-Unis de 1830 à 1930. Dans Railway Empire, le joueur peut construire un vaste réseau de lignes de chemin de fer, acheter diverses locomotives, embaucher le personnel nécessaire et construire les bâtiments de maintenance des trains. Ces lignes de trains permettent de transporter soit des matières premières soit des personnes et du courrier, suivant les choix du joueur.
De plus, le joueur peut développer des industries (usines spécialisés) qui transforment les matières premières en différents produits intermédiaires ou finis (meubles en bois, tissus, habits, alcool par exemple). Et livrer ces produits aux habitants des différentes villes via son réseau ferré.
Le jeu dispose de plusieurs modes de jeu tels que le mode campagne, le mode scénario, le mode libre et le mode bac-à-sable. Ces modes proposent différents objectifs à atteindre avant des dates butoirs.

## DLC et mises à jour
Le soutien et le développement de Railway Empire se poursuivent après sa sortie. Le jeu a reçu plusieurs fonctionnalités gratuites et mises à jour, ainsi que toute une série d'autres corrections et améliorations. En plus, certains DLC sont en développement. En voici la liste :
| Titre original du DLC   | Date             | Région                     | Nouvelles locomotives                                                       |
| ----------------------- | ---------------- | -------------------------- | --------------------------------------------------------------------------- |
| Mexico                  | 8 juin 2018      | Mexique                    | Fairlie (0-6-6-0) et Stirling (4-2-2)                                       |
| The Great Lakes         | 17 août 2018     | Canada                     | Achilles (0-4-0) et Canadian (2-8-0)                                        |
| Crossing the Andes      | 19 octobre 2018  | Amérique du sud            | Kitson-Meyer (0-8-6-0) et Garratt (2-6-0-0-6-2)                             |
| Great Britain & Ireland | 14 décembre 2018 | Grande Bretagne et Irlande | Dix nouvelles locomotives, comme Rocket (0-2-2) et Firefly (0-2-0)          |
| Germany                 | 1er mars 2019    | Allemagne                  | Dix nouvelles locomotives, comme Adler (2-2-2) et Rhein (2-4-0)             |
| France                  | 24 mai 2019      | France                     | Dix nouvelles locomotives, comme Coupe Vent (4-4-0) et la Forquenot (2-4-2) |
| Nothern Europe          | 16 décembre 2019 | Suède                      | Odin (2-2-2), Prins August (2-4-0) et SJB II (4-6-0)                        |

## Prix et nominations
Railway Empire a remporté deux prix, soit un total de quatre nominations par le Deutscher Entwicklerpreis 2018, le prix du jeu vidéo le plus important des pays germanophones,.
- Gagnant - Meilleur jeu allemand PC / Console
- Gagnant - Meilleure performance technique
- Nommé - Meilleur jeu allemand
- Nommé - Meilleur graphique

Railway Empire a également été nommé par TOMMI - Der deutsche Kindersoftwarepreis 2018.

## Accueil
- Gameblog : 7/10 - « C'est le jeu parfait et le must-have si vous êtes amateur de trains ou même passionné de l'Histoire du chemin de fer. »[2]

- Jeux Strategie : 3/5 - « Railway Empire va aussi bien intéresser les puristes des tycoons ferroviaires que les néophytes désireux de découvrir le genre. »[13]

- Canard PC : 5/10[14]